# Liste der Monuments historiques in Berling
Die Liste der Monuments historiques in Berling führt die Monuments historiques in der französischen Gemeinde Berling auf.

## Liste der Objekte
| Bezeichnung                | Beschreibung                                                                                               | Standort                              | Kennzeichnung | Schutzstatus   | Datum     | Bild |
| -------------------------- | --- | ------------------------------------- | ------------- | -------------- | --------- | ---- |
| Orgel                      | Ensemble aus PM57000527 und PM57001084                                                                     | in der protestantischen Kirche (Lage) | PM57000714    | Inscrit Classé | 1986 1993 |      |
| Orgelprospekt              | 1723 von Georg Friedrich Merckel für Saint-Pierre-le-Vieux in Straßburg gebaut; 1846 nach Berling versetzt | in der protestantischen Kirche (Lage) | PM57001084    | Inscrit        | 1986      |      |
| Instrumentalteil der Orgel | 1723 von Georg Friedrich Merckel für Saint-Pierre-le-Vieux in Straßburg gebaut; 1846 nach Berling versetzt | in der protestantischen Kirche (Lage) | PM57000527    | Classé         | 1993      |      |